# Estadi Gigante de Arroyito
L'Estadi Gigante de Arroyito, també anomenat Estadi Dr. Lisandro de la Torre, és un estadi de futbol de la ciutat de Rosario, a l'Argentina. És propietat del club Rosario Central.
Va ser inaugurat el 14 de novembre de 1926. Va ser seu de la Copa del Món de Futbol de 1978.
També ha estat seu d'un partit de rugbi de la competició The Rugby Championship 2012 que enfrontà Argentina i Austràlia.

## Referències

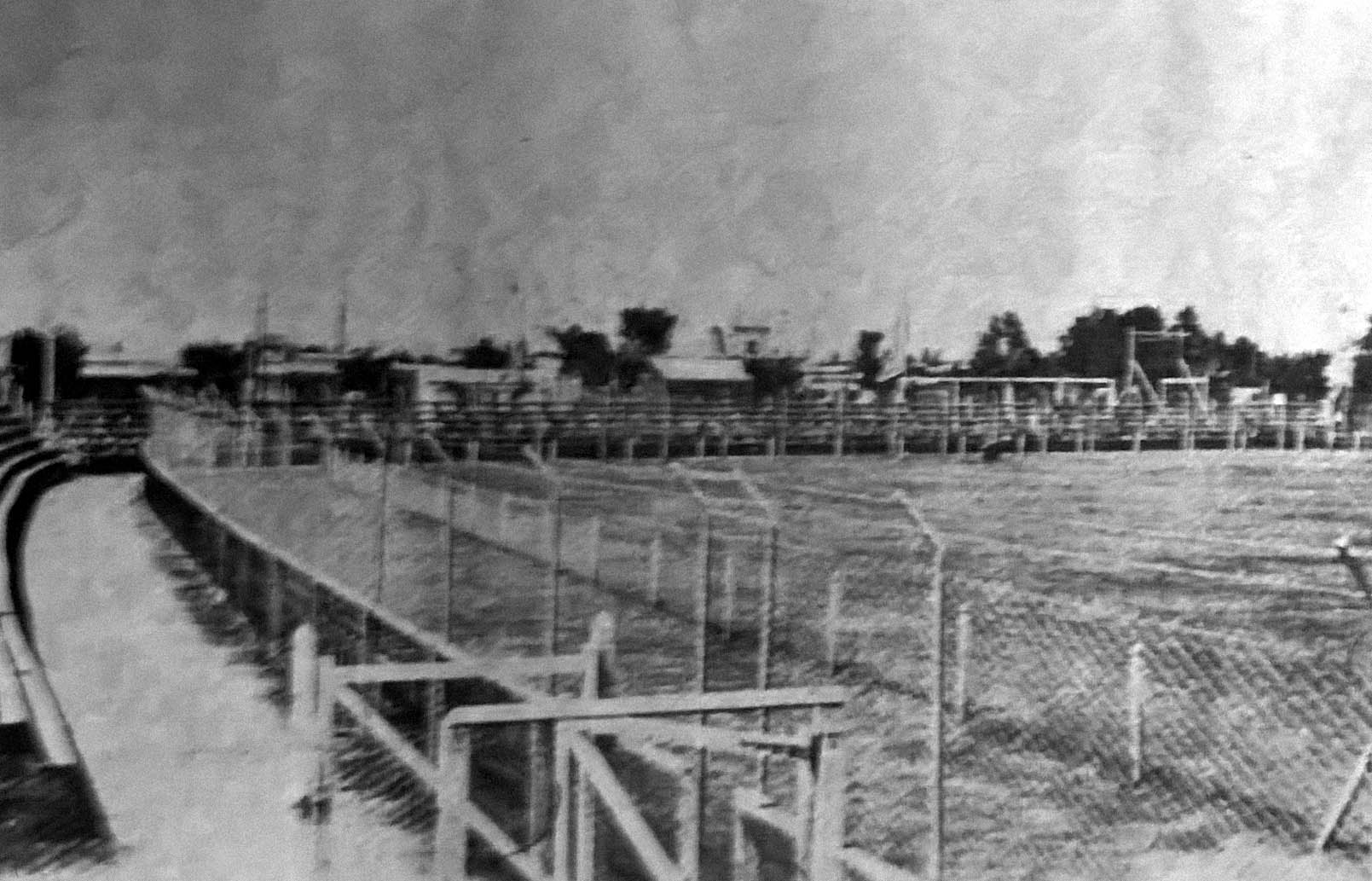
L'estadi el 1926.

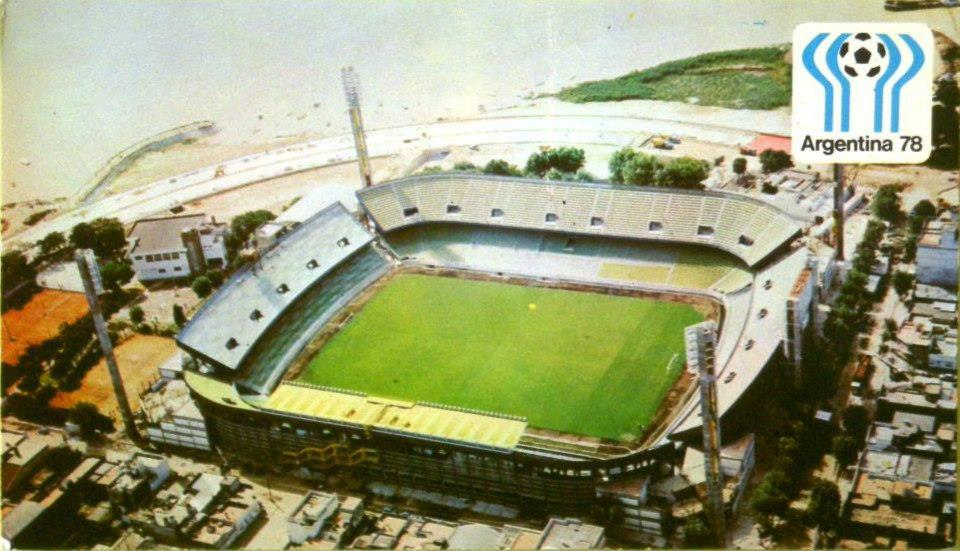
Postal del 1978.